# Ellisella laevis
Ellisella laevis is een zachte koraalsoort uit de familie Ellisellidae. De koraalsoort komt uit het geslacht Ellisella. Ellisella laevis werd in 1865 voor het eerst wetenschappelijk beschreven door Verrill. 